# Amblystegium riparioides
Amblystegium riparioides är en bladmossart som beskrevs av Georg Friedrich von Jaeger 1880. Amblystegium riparioides ingår i släktet Amblystegium och familjen Amblystegiaceae. Inga underarter finns listade i Catalogue of Life.